# Henri de Brouckère
Henri Ghislain Joseph Marie Hyacinthe de Brouckère  (1801. január 25. - 1891. január 25.) belga politikus és államférfi volt, Belgium miniszterelnöke 1852 és 1855 között.

## Élete
Apja id. Charles de Brouckère, brugge-i ügyvéd, bíró, Limburg tartomány kormányzója az Egyesült Holland Királyságban. Öccse ifj. Charles de Brouckère, Brüsszel polgármestere. Henri is ügyvéd, majd bíró volt, később a Szabad Brüsszeli Egyetem (francia: Université Libre de Bruxelles) professzora lett.
1840 és 1844 között Antwerpen , majd 1844-1846 között Liège tartomány kormányzója volt. 1852. október 31-én alakította meg liberális politikusokból álló kormányát, ami 1855. március 30-áig volt hivatalban.
De Brouckère a liberális párt haladó szárnyához tartozott. 1891. január 25-én halt meg Brüsszelben.

### A Brouckère-kormány tagjai
| Miniszteri tiszt       | Név                 | Párt          |
| ---------------------- | ------------------- | ------------- |
| Külügyminiszter        | Henri de Brouckère  | Liberális     |
| Belügyminiszter        | Ferdinand Piercot   | Liberális     |
| Igazságügyminiszter    | Charles Faider      | párton kívüli |
| Pénzügyminiszter       | Charles Liedts      | Liberális     |
| Közmunkaügyi miniszter | Emile Van Hoorebeke | Liberális     |
| hadügyminiszter        | Victor Anoul        | Liberális     |

## Fordítás
- Ez a szócikk részben vagy egészben  a   Henri de Brouckère című holland Wikipédia-szócikk fordításán alapul.  Az eredeti cikk szerkesztőit annak laptörténete sorolja fel. Ez a jelzés csupán a megfogalmazás eredetét és a szerzői jogokat jelzi, nem szolgál a cikkben szereplő információk forrásmegjelöléseként.